# Ouaké
Ouaké är en ort i kommunen Quake i departementet Donga i Benin. Orten och området runt orten hade 17 259 invånare år 2013.